# 赫容
赫容（Shelly Wang，1969年6月10日—），本名王雨妍，臺灣女演員。

## 外部連結
個人
- 赫容 Shelly Wang的Facebook專頁